# Paleotempestología
"Tempestología" redirige aquí.  Para el estudio generalizado de tormentas, véase meteorología.  Para orígenes de tormentas y ciclones, ver ciclogénesis y tornadogénesis.
La paleotempestología es el estudio de actividades de pasados ciclones, a través de proxies geológicos, como de registros históricos. Este término lo acuñó Kerry Emanuel.

## Métodos

### Registros sedimentarios proxy
Ejemplos de proxies incluyen depósitos de inundación conservados en sedimentos costeros de lagos y marismas, microfósiles tales como foraminíferos, polen, diatomeas, dinoflagelados, fitolitos contenidos en sedimentos litorales, estructuras o depósitos sedimentarios generados por olas o inundaciones (llamados tempestitas) en sedimentos marinos o lacustres. Las olas de tormentas pueden arrastrar a la costa restos de corales, conchas, y arena pura, sin arcillas, en crestas paralelas a la costa.
El método de utilización de los depósitos de rebase conservados en sedimentos de marisma y de lagos, que se adopte, es a partir de estudios anteriores de los depósitos de paleotsunami. Ambos registros de tormentas y de tsunamis son muy similares, si no idénticos, a dejar depósitos sedimentarios en lagos y marismas costeras y la diferenciación entre los dos en un registro sedimentario puede ser difícil. Los primeros estudios para examinar los registros prehistóricos, de los ciclones, se produjo en Australia y el Pacífico Sur durante fines de la década de 1970 y principios de 1980. Tales estudios examinaron múltiples ondulaciones paralelas, a las orillas, de guijarros de coral o arena, y conchas marinas. Nada menos que cincuenta crestas pueden ser depositados en un lugar con cada una de severas tormentas, representando un pasado grave de ciclón tropical con respecto a previos seis milenios. Los tsunamis no son conocidos por depositar en múltiples crestas, siendo esas características más fácilmente atribuidas a tormentas pasadas en un sitio determinado.
Los análisis sedimentarios costeros realizados en el Golfo de México, la costa atlántica de Carolina del Sur hasta Nueva Jersey y Nueva Inglaterra, y el Mar del Caribe. También, han sido realizados estudios de ciclones tropicales prehistóricos alcanzando a Australia. Un estudio cubriendo costas del Mar de la China Meridional ha sido publicado.

### Marcadores en coral
Las rocas contienen ciertos isótopos de elementos, conocidos como trazadores naturales, que describen las condiciones en las que se formaron. Estudiando el carbonato cálcico en roca de corales, se puede revelar el pasado en la temperatura superficial del mar e información sobre huracanes. Más livianos isótopos del oxígeno (18O) han quedados en los corales, durante periodos de lluvias intensas. Como los huracanes son la fuente principal de precipitaciones extremas, en los océanos tropicales, los huracanes del pasado pueden ser fechados por los días de su impacto, en el coral, observando el aumento de la concentración de 18O en el coral.

### Espeleotemas y anillos de árboles
Los estudios isotópicos en espeleotemas y en anillos de árboles (dendrocronología) ofrece un medio para, que los registros de mayor resolución, de las historias de los ciclones tropicales a largo plazo, se puedan desarrollar. A diferencia de los registros de isótopos, los registros sedimentarios son demasiado gruesas, en su resolución, para registrar la actividad casi-cíclica a decadal en escalas centenarias. Esos registros, de mayor resolución, tanto ofrecen un medio para con posibilidad diferenciar entre la variabilidad natural del comportamiento de los ciclones tropicales y los efectos del cambio climático mundial antropogénico. Recientes estudios con estalagmitas en Belice mostraron que los eventos pueden determinarse sobre una base semanal.

### Registros históricos

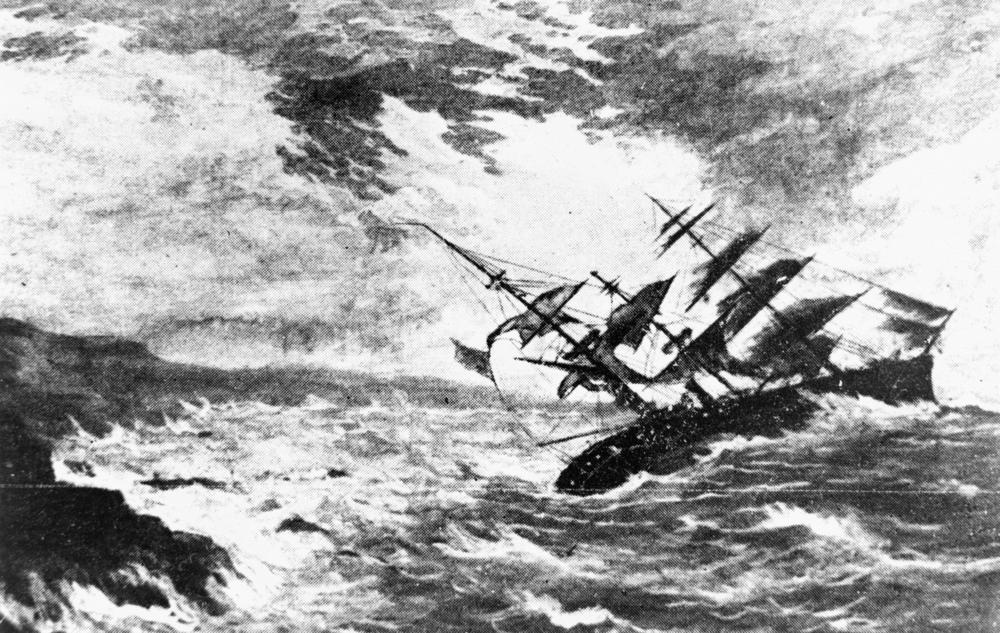
El Royal Charter que se hunde por una tormenta en Anglesey, 1859.

Antes de la invención del telégrafo, en la primera mitad del siglo XIX, las noticia eran tan rápido como el caballo más rápido, diligencia, o barco. Normalmente, no había advertencias previas de impactos de ciclones tropicales. Sin embargo, la situación cambió desde mediados del siglo XIX, cuando la gente de la marinería y los investigadores con base en tierra, como el Padre Viñes, en Cuba, se acercaron con métodos sistemáticos de lectura sobre la apariencia del cielo o el estado del mar, lo que podría presagiar un ciclón tropical, con un par de días de antelación.
Michael Chenoweth usó diarios del siglo XVIII, para reconstruir el clima de Jamaica. Con Dmitry Divine, crearon un registro de 318 años (1690–2007) de ciclones tropicales en las Antillas Menores, usando diarios, accounts, cuaderno de bitácoras, revistas meteorológicas, y otras fuentes documentales.
En China, la abundancia de documentaciones históricas, en la forma de Fang Zhi (gacetas semioficiales locales ofrecen invalorable oportunidades de proveer registros de alta resolución sobre frecuencias de tifones.